# Aspidonitys hera
Aspidonitys hera är en insektsart som beskrevs av Ronald Gordon Fennah 1957. Aspidonitys hera ingår i släktet Aspidonitys och familjen Eurybrachidae. Inga underarter finns listade i Catalogue of Life.